# NGC 81
NGC 81 (również PGC 1352) – galaktyka spiralna (S), znajdująca się w gwiazdozbiorze Andromedy. Odkrył ją Ralph Copeland 15 listopada 1873 roku.